# GD Chaves
Grupo Desportivo de Chaves är en portugisisk fotbollsklubb från staden Chaves. Klubben grundades 1949 och spelar sina hemmamatcher på Estádio Municipal de Chaves.

## Placering tidigare säsonger
| Säsong    | Nivå | Liga          | Placering | Referens | Notering |
| --------- | ---- | ------------- | --------- | -------- | -------- |
| 2013/2014 | 2    | Segunda Liga  | 8         | [ 1 ]    |          |
| 2014/2015 | 2    | Segunda Liga  | 3         | [ 2 ]    |          |
| 2015/2016 | 2    | Segunda Liga  | 2         | [ 3 ]    |          |
| 2016/2017 | 1    | Primeira Liga | 11        | [ 4 ]    |          |
| 2017/2018 | 1    | Primeira Liga | 6         | [ 5 ]    |          |
| 2018/2019 | 1    | Primeira Liga | 16        | [ 6 ]    |          |
| 2019/2020 | 2    | Segunda Liga  | 12        | [ 7 ]    |          |
| 2020/2021 | 2    | Segunda Liga  | 6         | [ 8 ]    |          |
| 2021/2022 | 2    | Segunda Liga  | 3         |          |          |
| 2022/2023 | 1    | Primeira Liga | 7         | [ 9 ]    |          |
| 2023/2024 | 1    | Primeira Liga | 18        | [ 10 ]   |          |
| 2024/2025 | 2.   | Segunda Liga  | 7         | [ 11 ]   |          |